# Rubbesjö
Rubbesjö är en sjö i Kungsbacka kommun i Halland och ingår i Kungsbackaån-Göta älvs kustområde. Sjön är 10,4 meter djup, har en yta på 0,16 kvadratkilometer och befinner sig 77,5 meter över havet. Rubbesjö ligger i Sandsjöbacka Natura 2000-område.

## Delavrinningsområde
Rubbesjö ingår i det delavrinningsområde (638240-127309) som SMHI kallar för Mynnar i Stockaån. Medelhöjden är 72 meter över havet och ytan är 3,13 kvadratkilometer. Det finns inga avrinningsområden uppströms utan avrinningsområdet är högsta punkten. Vattendraget som avvattnar avrinningsområdet har biflödesordning 2, vilket innebär att vattnet flödar genom totalt 2 vattendrag innan det når havet efter 3,7 kilometer. Avrinningsområdet består mestadels av skog (40 %) och öppen mark (45 %). Avrinningsområdet har 0,24 kvadratkilometer vattenytor vilket ger det en sjöprocent på 7,7 %.